# Wahlkreis Aue II – Zwickau, Land II
Der Wahlkreis Aue II – Zwickau, Land II war ein Landtagswahlkreis zur Landtagswahl in Sachsen 1990, der ersten Landtagswahl nach der Wiedergründung des Landes Sachsen. Er hatte die Wahlkreisnummer 70.
Der Wahlkreis umfasste die Städte und Gemeinden Bärenwalde, Hartenstein, Hartmannsdorf b. Kirchberg, Langenbach, Thierfeld, Weißbach und Zschocken des Landkreises Zwickau-Land sowie folgende Städte und Gemeinden des Landkreises Aue: Blauenthal, Burkhardtsgrün, Carlsfeld, Eibenstock, Hundshübel, Lichtenau, Lindenau, Schlema, Schneeberg, Schönheide, Sosa, Stützengrün, Wildbach, Wildenthal und Zschorlau.
Für die Landtagswahlen 1994 wurde auch infolge der Kreisreform die Wahlkreisstruktur verändert, zudem wurde die Zahl der Wahlkreise von 80 auf 60 verringert. Das Gebiet des Wahlkreises Aue II – Zwickau, Land II wurde in zwei Wahlkreise aufgeteilt. Die Städte und Gemeinden des Landkreises Zwickau wurden Teil des Wahlkreises Zwickauer Land 1, die Städte und Gemeinden des Landkreises Aue wurden Teil des Wahlkreises Westerzgebirge 1.

## Ergebnisse
Die Landtagswahl 1990 fand am 14. Oktober 1990 statt und hatte folgendes Ergebnis für den Wahlkreis Aue II – Zwickau, Land II:
| Direktkandidat   | Partei (Kürzel) | Erststimmen (%) | Zweitstimmen (%) |
| ---------------- | --------------- | --------------- | ---------------- |
|                  | DA              | -               | 00,6             |
| Siegfried Pausch | CDU             | 54,5            | 58,6             |
|                  | Chr. L          | -               | 01,1             |
|                  | DBU             | -               | 00,4             |
|                  | DSU             | 09,3            | 05,9             |
|                  | F.D.P.          | 05,7            | 04,7             |
|                  | LL-PDS          | 07,4            | 07,0             |
|                  | NPD             | -               | 00,6             |
|                  | FORUM           | 04,2            | 03,5             |
|                  | RAP             | -               | 00,2             |
|                  | SHB             | -               | 00,1             |
|                  | SPD             | 16,0            | 17,2             |

Es waren 49.066 Personen wahlberechtigt. Die Wahlbeteiligung lag bei 76,4 %. Von den abgegebenen Stimmen waren 2,7 % ungültig. Als Direktkandidat wurde Siegfried Pausch (CDU) gewählt. Er erreichte 54,5 % aller gültigen Stimmen.